# Trznadlówki
Trznadlówki (Emberizoidinae) – podrodzina ptaków z rodziny tanagrowatych (Thraupidae).

## Występowanie
Podrodzina obejmuje gatunki występujące w Ameryce Centralnej i Ameryce Południowej.

## Systematyka
Do podrodziny należą następujące rodzaje:
- Coryphaspiza – jedynym przedstawicielem jest Coryphaspiza melanotis – chórzyk
- Embernagra
- Emberizoides